# Acalyptus
Genre
Acalyptus est un genre d'insectes de l'ordre des coléoptères et de la famille des Curculionidae.

## Liste d'espèces
Selon Catalogue of Life (22 août 2021) :
- Acalyptus alpinus Kuhnt, 1913
- Acalyptus araliae Gemminger & Harold, 1871
- Acalyptus carpini (Fabricius, J.C., 1792)
- Acalyptus caucasicus Reitter, 1899
- Acalyptus fasciatus Voss, 1968
- Acalyptus fuscipes Thomson C.G., 1870
- Acalyptus rufipennis Gyllenhal, 1835
- Acalyptus sabulicolor Motschulsky, 1866
- Acalyptus sericeus Gyllenhal, 1835

Selon ITIS (30 août 2014) :
- Acalyptus carpini (Herbst, 1795)